# Críticas a Google
Google ha sido objeto de frecuentes cuestionamientos en relación con su funcionamiento, a su política comercial, y a sus enfoques respecto de la privacidad de datos y de los derechos de autor, lo que con frecuencia se ha recogido en los medios de comunicación y se ha planteado en estrados judiciales. El presente artículo reagrupa las principales críticas y controversias que hasta la fecha se han concretado en relación con la citada sociedad especializada en las búsquedas en Internet, y también exitosa en otros rubros como por ejemplo la publicidad en línea y la cartografía satelital.

## Derechos de autor
Cierto número de asociaciones, basándose en la Digital Millennium Copyright Act (disposición estadounidense relativa a las violaciones de los derechos de autor), exigieron que Google retirase de los informes de búsquedas que proporcionaba a sus clientes, las copias parciales de textos presentes en otros sitios y en infracción o posible infracción, especialmente en sitios digitales de actualidad. Y de conformidad a lo solicitado, Google incluyó solamente en sus propios informes, enlaces hacia los sitios de textos controvertidos.
Diversas reclamaciones fueron interpuestas respecto de Google por causa de una posible violación de los derechos de autor, especialmente en lo relativo a uno de sus componentes: Google Web Cache (respaldo en duplicado usado para indexar las informaciones textuales y así facilitar las búsquedas, y usado también cuando las páginas originales no están disponibles). De todas maneras, Google utiliza un mecanismo de gestión de requerimientos del usuario para el cual la copia en caché está desactivada. Pero además, Google propuso otro mecanismo de salvaguarda, el archivo robot.txt, que permite a los webmasters efectuar una demanda explícita para excluir del sistema de búsquedas de Google a una parte o la totalidad de un determinado sitio digital.
Por otra parte, la corte de Nevada (Estados Unidos), al juzgar los casos,Field v. Google y Parker v. Google concluyó que este sistema de memoria caché no constituía una violación de los derechos de autor, tal como se los describe en la ley americana.
En junio de 2004, Google Watch reveló los detalles del contrato entre la Universidad de Míchigan y Google, respecto de la creación de copias digitales de diferentes obras de la biblioteca de ese centro universitario. Este contrato sin duda estaba relacionado con el sistema 'Google Book Search', orientado a digitalizar una enorme cantidad de libros, y a la vez permitiendo el uso de una herramienta de búsqueda basada en texto dentro de ese enorme acervo documentario.
La base del argumento respecto de una posible violación de los derechos de autor, en este caso radicaba en que el material en cuestión era difundido adosado a anuncios publicitarios. De todas formas y a través de este contrato, Google creó un precedente en cuanto a la publicación, a gran escala, de copias digitalizadas de obras protegidas, y sin el correspondiente y explícito permiso de los propietarios de los derechos. Pero además y en forma insistente, Google defendía una y otra vez que este proceder estaba en perfecto acuerdo con la jurisprudencia y las leyes de derechos de autor aplicables a los libros.
Según el contrato firmado entre Google y la Universidad de Míchigan, Google solamente proporcionaría al contratante (investigadores, docentes), resúmenes o copias parciales y segmentadas de los contenidos de las obras aún con derechos de autor vigente. El contrato así establecido se acomoda bien al llamado Fair use (una excepción en la ley americana de derechos autorales, que permite reproducir partes de obras aún protegidas, siempre y cuando el material correspondiente se lo use con fines didácticos y/o académicos).
En resumen, Google ha recibido una serie de críticas respecto de que vulnera sistemáticamente los derechos de autor, y también ha enfrentado unos cuanto juicios sobre esta cuestión, perdiendo algunos, y ganando otros.

## Protección de la privacidad
Daniel Brandt, un crítico que no le pierde pisada a las acciones de Google, descubrió en 2002 que Google creaba un cookie para cada ordenador, lo que podría ser utilizado para seguir la historia de búsquedas de un determinado usuario; el citado también descubrió que este cookie expiraba en el año 2038.
À partir del año 2007, los cookies de Google expiran al cabo de dos años, pero en el caso citado el contador de tiempo era reinicializado cada vez que se utilizaba el sitio de Google. Ya que no hay ninguna prueba que Google reenvía informaciones al FBI o a la NSA, el interrogante que se plantea, según Brant, es que lo que Google acumula respecto de las búsquedas de los distintos usuarios por este procedimiento, simplemente es demasiado interesante y con posibilidades de seguimiento de actividades que se correspondan con un determinado perfil, como para que hayan pasado desapercibidos para las agencias especializadas del gobierno.
Cierto es señalar que Google solicitó a la NSA de proteger su infraestructura y al respecto tiene firmado un contrato con esa agencia. Pero esta circunstancia, lejos de descartar sospechas las incrementa.
En respuesta, Google declaró que las cookies eran necesarias para conservar las preferencias de los usuarios entre dos consultas consecutivas, para así poder ofrecer un mejor servicio, y por tanto, el plazo de espiración que era utilizado no se alejaba de lo que era relativamente normal.
Los críticos de Google remarcaron los peligros y las consecuencias derivados de esta forma de trabajo, respecto ciertamente de la vida privada de los usuarios, peligros y consecuencias que se incrementaban al usarse un sistema centralizado de consultas sin duda muy popular, lo que implicaba una cantidad enorme de consultas. Por otra parte y de acuerdo con la ley estadounidense relativa al copyright, en determinadas condiciones Google podría ser forzado a entregar todas estas informaciones al gobierno de Estados Unidos, o a cualquier otro gobierno de un país donde el sitio Google fuera accesible.
Además, algunas personas piensan que el servicio de mensajería de Google llamado Gmail va más lejos que el simple envío de mensajes. Por ejemplo, hay cierto número de internautas sin cuenta en Gmail, y que por tanto no aceptaron los términos del contrato Gmail, y sin embargo, estos internautas de todas maneras podrían ver analizados sus mensajes por parte de Google sin su permiso, en aquellos casos que esos envíos se realicen a cuentas Gmail. En respuesta a estas acusaciones, Google declaró que los correos entrantes o salientes que involucran a Gmail, jamás son leídos por nadie, a excepción de los propietarios de las respectivas cuentas; el propio sistema informático de gestión del correo que es utilizado por Google, solamente analiza los mensajes para mejorar la pertinencia de la publicidad que se presenta junto a las listas de correos recibidos o emitidos, y/o junto a los contenidos de los mismos
Chris Hoofnagle, entonces director asociado del centro de información sobre la protección de la vida privada digital, con sede en Washington D. C., advirtió que « los tribunales poco a poco se convierten en garantes de datos numéricos sensibles, y hoy día hay más riesgo que Google… pase a ser una seria amenaza a la protección de la vida privada».
A principios del 2005, el departamento de Justicia de Estados Unidos inició un recurso ante la corte federal, para forzar a Google conformarse a aceptar la obligación de solamente retener « las palabras clave usadas al iniciar una solicitud al sistema de búsquedas de Google, y ello solamente durante una semana (excluyendo las informaciones que permitirían identificar a la persona que planteó esas palabras)».
Google se opuso firmemente a esta limitación, en relación con la cuestión de las informaciones confidenciales de los usuarios.
En marzo de 2006, el tribunal falló en parte a favor de Google, reconociendo las implicaciones para la privacidad del almacenamiento de palabras de búsqueda.
En un informe de 2007, Privacy International clasificó a Google como "adverso para la privacidad", que es el nivel más bajo de la clasificación del informe, lo que convierte a Google en la única empresa de la lista que alcanza este nivel.
Google formó parte del programa estadounidense "Global command and control system-joint" (GCCS-J") así como del programa estadounidense de vigilancia electrónica PRISM elaborado por la NSA, según las revelaciones concretadas en junio de 2013 por Edward Snowden.

### Unión Europea
Dentro de la Unión Europea, la comisión a cargo de la protección de datos escribió a Google para pedirle que justificara su política de retener datos de búsqueda en Internet de su sitio por un período de más de dos años. Esta carta pregunta si Google ha "cumplido con todos los requisitos previos" de las leyes europeas de protección de datos. El 1 de junio, Google admitió que sus normas en materia de protección de datos personales eran imprecisas.

### Noruega
La inspección noruega -data- (Noruega no es un Estado miembro de la Unión Europea) analizó las prácticas de Google (y otros) y dictaminó que el período de 18 a 24 meses de la retención de información propuesta por Google era demasiado largo.

### Francia
En Francia, en junio de 2013, la Comisión Nacional de Informática y Libertades (CNIL) exigió a Google que cumpliera con sus obligaciones en materia de respeto a la privacidad de los internautas. Esta notificación formal se produce tras el esfuerzo concertado de varios países europeos (Alemania, España, Francia, Italia, Países Bajos y Reino Unido) que, ya en octubre de 2012, habían pedido a Google que cumpliera las directivas europeas sobre tratamiento de datos y libertades.
En particular, la CNIL criticó a Google por no informar adecuadamente a sus usuarios sobre el uso de su información. La Comisión pidió a Google más transparencia sobre el uso de la información recopilada y exigió que se diera a los usuarios la oportunidad de elegir si quieren o no revelar sus datos.
Como Google no atendió el requerimiento de conformidad en el plazo de tres meses impuesto por la CNIL, ésta inició un procedimiento sancionador contra el gigante estadounidense en septiembre de 2013.

## El módulo PageRank
PageRank, el principal sistema de Google, ha sido muy criticado. Algunos expertos, como Daniel Brandt (fundador del sitio Google Watch), lo consideran "antidemocrático". Los argumentos principales son que el sistema es injustamente sesgado, beneficiando así a los grandes sitios de Internet, y que los criterios para definir la importancia de una página no son revisados por ningún organismo externo. PageRank es un gran sistema automatizado que es imparcial en el sentido de que no está sesgado. Sin embargo, el sistema de Google sigue dependiendo de cierto grado de intervención humana (por ejemplo, la evaluación humana del PageRank, conocida como Google Rater Hub), y el uso de los nombres de las empresas en Adwords.[cita requerida] Además, la eliminación de ciertos sitios críticos (por ejemplo, el sitio crítico sobre la Cienciología) es una iniciativa de los seres humanos de acuerdo con las normas de la sociedad. Sin embargo, no está claro si otro sistema podría definir la importancia de una página de forma que generara menos críticas que el sistema PageRank.
El sistema también es susceptible de ser manipulado y fraudulento mediante el uso de sitios ficticios, como el bombardeo de Google o el spamdexing.
En septiembre de 2007, la Comisión Australiana de la Competencia y el Consumidor (ACCC) inició un doble procedimiento contra Trading Post y Google, incluidas las filiales de Google Australia y Google Irlanda, por publicidad falsa (es decir, por engañar al cliente) al vender estas clasificaciones a las empresas en lugar de clasificarlas por su relevancia.

## Evasión fiscal
Al igual que otros gigantes de la informática, desde 2009, Google ha sido acusado a menudo de evasión fiscal en Europa, especialmente en Francia y Reino Unido.
Para ello, el gigante de los buscadores practica el Lien y ha abierto dos sociedades de cartera en Irlanda (un país con tipos impositivos muy bajos): Google Ireland Holdings y Google Europe. Estas dos sociedades de cartera controlan Google Ireland, que gestiona todas las actividades de Google en Europa, Oriente Medio y África. Los beneficios generados en los tres continentes se transfieren al paraíso fiscal de las Bermudas, pasando primero por otra sociedad de cartera situada en los Países Bajos. Google no tiene un domicilio social en Bermudas, sino un apartado de correos en manos de una empresa especializada.·.

## Copyright

### Litigio con la Agence France-Presse
En marzo de 2005, Agence France-Presse (AFP) demandó a Google por 17,5 millones de dólares, alegando que Google News violaba estos derechos de autor porque "Google incluye fotografías, historias y titulares de artículos de noticias de AFP en su sitio de Google News sin el permiso de Agence France-Presse..." También se acusó a Google de ignorar los requerimientos de la AFP sobre este asunto, aunque Google respondió que había hecho gestiones con la AFP para ello pero que ésta nunca había respondido.
Es posible que AFP haga más acusaciones en los tribunales, que aún no ha hecho públicas, pero de momento varios expertos cuestionan estas acusaciones porque Google no muestra todos los artículos en sus propias páginas web, y proporciona un enlace a uno de sus 600 clientes, como el NewsAsia de Singapur (que presumiblemente se beneficia en términos de frecuencia de artículos y publicidad), y porque los artículos están disponibles a través de proveedores de sitios web que dan poca importancia a las acciones de Google.
También se dice que AFP trató de impedir el uso gratuito de sus artículos, y se pidió a sus emisores que establecieran un sistema de suscripción en lugar de demandar a Google. Además, "en 2002, un tribunal federal de apelación dictaminó que los sitios web podían reproducir y volver a copiar imágenes pequeñas, o reducir las versiones editoriales de las fotografías protegidas por derechos de autor", por lo que Google News, especialmente en lo que respecta a la tasa de reproducción de imágenes, ya no estaría en infracción. Sin embargo, la AFP alegó que el titular y las noticias principales eran el "corazón" del trabajo proporcionado y, por lo tanto, su reproducción constituía una infracción de las leyes de derechos de autor.
Según Canada Free Press, "Google Inc. está ahora en proceso de eliminar todo el contenido de la Agence France-Presse de sus servidores, aunque el portavoz de la AFP confirmó que la demanda continuaría en caso de que Google eliminara el contenido ilegal. Parece que el propósito de demandar a Google se basa únicamente en el deseo de reconocer la ley de derechos de autor, más que en el deseo de impedir que Google reproduzca sus contenidos. El artículo concluye: "Podría ser un día triste para los que utilizan Internet para informar sobre las noticias si la AFP sale con gloria de esta lucha con Google. La demanda de AFP, si tiene éxito, tendrá un fuerte impacto en las noticias disponibles en Internet.
El 6 de abril de 2007, AFP y Google llegaron a un acuerdo. Este acuerdo puso fin a todos los juicios pendientes. En particular, permite a Google utilizar todos los artículos de AFP. Esto representa una gran diferencia con las prácticas utilizadas hasta entonces.

### Caso judicial: Perfect 10
El 21 de febrero de 2006, en una demanda contra el sitio web para adultos Perfect 10, un juez de distrito dictaminó que la función de búsqueda de imágenes de Google había infringido la ley al copiar, sin permiso, fotografías de mujeres desnudas creadas por Perfect 10.

### Caso judicial: Guilde des Auteurs
El 20 de septiembre de 2005, el Gremio de Autores, un grupo que representa a 8.000 autores estadounidenses, presentó una demanda colectiva en un tribunal federal de Manhattan contra Google por la reproducción y copia no autorizada de libros a través de su programa de biblioteca de Google. El Gremio de Autores solicita una indemnización por daños y perjuicios y una orden judicial para impedir que Google continúe con su ambicioso proyecto de digitalización en el futuro. El resultado del caso dependerá de la interpretación de algunas leyes de derechos de autor.
Muchos comentaristas del mundo digital y de los derechos de autor no están sorprendidos por el resultado de este caso. Google anunció en agosto de 2005 sus planes de respetar los deseos de los propietarios de derechos de autor individuales que se pongan en contacto con la empresa para informarles de que no desean que sus obras sean reutilizadas o digitalizadas.

## Censura
Google ha sido señalado como dando apoyo a varios gobiernos en relación con procedimientos de censura en Internet, que a pedido imponía a sus propios contenidos o a sus servicios; el caso más notorio de esta colaboración ha sido con China. Cierto, en determinado momento Google decidió cambiar su política al respecto, por lo cual cerró su sitio.cn promoviendo la migración de sus usuarios hacia el sitio.hk. Pero finalmente evaluó muy positivamente el poder quedarse en territorio chino donde existe un número impresionante de internautas, y debiendo renovar su licencia con el estado chino, decidió reabrir su sitio.cn plegándose a las restrictivas medidas gubernamentales de acceso a contenidos.

## Vehículos Google y tomas panorámicas de calles  - CNIL

### Registro de informaciones Wi-Fi
Los vehículos utilizados por Google, son camionetas o automóviles equipados para tomar fotos a 360°, destinadas esas fotos a ser puestas en línea en Google Maps para el servicio Google Street View. Además y desde dichos vehículos, también se registran los nombres de los puntos de acceso WiFi (SSID) y las direcciones MAC de los equipos informáticos desde los que el WIFI es activado (ejemplo: ordenador portable).
En un primer momento, Google indicó que ello se hacía únicamente con fines de "verificación", pero lo cierto es que datos confidenciales de ciudadanos franceses fueron interceptados y conservados por la firma estadounidense. La CNIL entonces inició una investigación, y mientras tanto la justicia no se expida al respecto, prohibió a Google de continuar con estos procedimientos.
En Alemania, en abril de 2013, «la autoridad de protección de datos de Hambourg aplicó a Google una multa de 145 000 € por la colecta no autorizada de datos Wi-Fi a través de sus vehículos Street View».
En Gran Bretaña, en junio de 2013, «Google ordenó la destrucción de datos de Street View en Gran Bretaña»; además de que «Google reconoció en 2010 que los vehículos que deambulaban por las calles por su cuenta, además de tomar fotos, recogían por inadvertencia datos personales transmitidos por wi-fi, como ser incluso contraseñas y direcciones de correo».

## Neutralidad de la red
El 4 de agosto de 2010, el New York Times anunció que Google se disponía a firmar un acuerdo con Verizon, otorgando a esa empresa de telecomunicaciones el derecho de permitir a sus clientes de acceder más rápidamente a los servicios de Google, lo que por cierto está en contradicción con lo preconizado por la neutralidad de la red. En reciprocidad y según ese acuerdo, el operador de telecomunicaciones se comprometía a promover los teléfonos con sistema operativo Android. Esta afirmación fue muy rápidamente desmentida por Google, y un poco más tarde también por Verizon.

## Project Nimbus
El Proyecto Nimbus es un acuerdo de 1200 millones de dólares en el que Amazon y Google proporcionan a Israel y a sus fuerzas armadas inteligencia artificial, aprendizaje automático y otros servicios de computación en la nube, incluyendo sitios locales en la nube que "mantendrán la información dentro de las fronteras de Israel bajo estrictas normas de seguridad".  Ha recibido criticas por parte de accionistas y empleados preocupados de que el proyecto favorezca abusos de los derechos humanos palestinos en el conflicto israelí-palestino. Se han expresado preocupaciones sobre cómo la tecnología facilitará la vigilancia de los palestinos, la recopilación ilegal de datos y la expansión de los asentamientos israelíes.  Durante 2024, No Tech for Apartheid, una campaña global iniciada por trabajadores de ambas empresas, aumentó la presión sobre las empresas organizando grandes huelgas para exigir el fin del Genocidio en Gaza.

## Otros

### Eliminación de cuentas inactivas
En mayo de 2023, Google anunció que la eliminación de las cuentas de usuario inactivas se produciría a partir de diciembre de 2023, alegando razones de seguridad y señalando que las cuentas antiguas y no utilizadas tienen más probabilidades de verse comprometidas. Google alegó que "las cuentas olvidadas o desatendidas a menudo se basan en contraseñas antiguas o reutilizadas que pueden haberse visto comprometidas, no tienen configurada la autenticación de dos factores y reciben menos comprobaciones de seguridad por parte del usuario", al tiempo que afirmó que Google "no tiene planes de eliminar vídeos de YouTube".
La decisión de eliminar las cuentas inactivas ha suscitado críticas y reacciones en contra. Los motivos de seguridad que se aducen para justificar esta decisión han sido ridiculizados y comparados con un escenario hipotético en el que un banco debería ser incendiado si no es seguro contra los ladrones. Además, el grupo de hacktivismo digital Anonymous ha protestado varias veces contra la decisión de eliminar las cuentas inactivas, calificándola de "dura" y diciendo que la decisión "destruirá la historia".